# Metpalle
Metpalle ist eine Stadt im indischen Bundesstaat Telangana.
Die Stadt ist Teil des Distrikts Jagtial. Metpalle hat den Status einer Municipality. Die Stadt ist in 6 Wards gegliedert. Sie hatte am Stichtag der Volkszählung 2011 50.902 Einwohner, von denen 25.475 Männer und 25.427 Frauen waren. Die Alphabetisierungsrate lag 2011 bei 74,3 % und damit unter dem nationalen Durchschnitt für Städte. Hindus bilden mit einem Anteil von ca. 81 % die Mehrheit der Bevölkerung in der Stadt. Muslime bilden mit einem Anteil von ca. 18 % eine Minderheit.